# Rhode Island Tool Company building

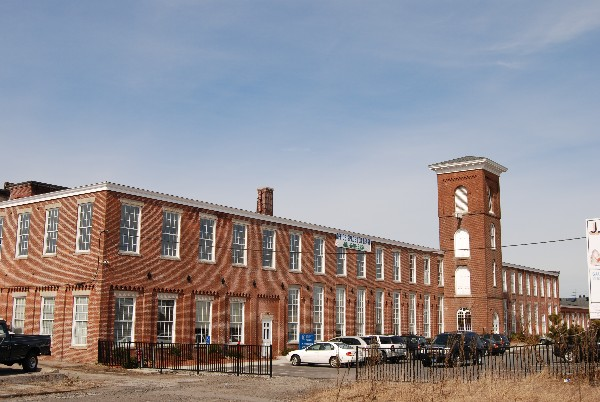
Sede da "Rhode Island Tool Company".

A Rhode Island Tool Company (ou Providence Tool Company), é uma propriedade industrial histórica situada no 146-148 West River Street em Providence, Rhode Island. É um terreno de 5 acres (2,0 ha) localizado entre West River Street e o West River canalizado, no qual estão dois edifícios históricos. 

## Características
O edifício principal do complexo é uma aglomeração extensa de estruturas anexas, cuja construção começou em 1853, e cujos elementos sobreviventes incluem seis partes anteriores à Guerra Civil Americana. A construção do complexo foi iniciada pela "Providence Forge & Nut Company", que adquiriu a Providence Tool Company, e foi o maior empregador em Providence na década de 1870. O complexo representa a instalação de processamento de metal do período mais bem preservada em Providence, e era a única operação de forjamento do estado quando fechou em 2003.
A propriedade foi listada no Registro Nacional de Locais Históricos em 2004.